# Кодацька фортеця
Кода́цька фортеця, Кода́к або Койда́к (сучасне Кайдаки; пол. Kudak, Кудак від тюркського «köy» — селище та «dağ» — гора, тобто «поселення на горі») — колишня фортеця на правому березі Дніпра навпроти Кодацького порогу, розташована на 10 км нижче сучасного міста Дніпро. Залишки фортеці розташовані на території нинішнього села Старі Кодаки, частково знищені під час розробки гранітного кар'єру.
До нашого часу збереглися лише земляні вали, встановлений в 1910 році з ініціативи Дмитра Яворницького пам'ятний знак і карта-схема.

## Історія

### Будівництво, польський період
Після підписання польсько-московського мирного договору 1634 року першим укріпленим пунктом, що мав обмежити діяльність запорізького козацтва, мала стати фортеця Кодак, збудована на високому кам'янистому правому березі Дніпра. Її будівництво мало на меті встановлення контролю над запорізьким козацтвом та ізоляцію Запорозької Січі. Ініціатором будівництва Кодака був гетьман великий коронний Станіслав Конецпольський, відповідне рішення ухвалив сейм Речі Посполитої у лютому 1635 року. Того ж року почалося будівництво фортеці над першим дніпровським порогом навпроти гирла р. Самари.
Збудована польським урядом у липні 1635 з метою ізолювати Запоріжжя і Дон від України, перекрити вихід до Чорного моря і перешкодити втечі селян на Запорозьку Січ, додатковою метою закладення поляками фортеці — захист від набігів татар. «Ключем до Запоріжжя» називали фортецю сучасники. Кодак будувався під керівництвом французького інженера Ґійома Левассера де Боплана. На побудову сейм асигнував 100 тисяч польських злотих. Залога фортеці складалася з 200 німецьких найманців-драгунів на чолі з французьким офіцером Жаном Маріоном. На той час це був невеликий земляний форт, що являв собою чотирикутник, оточений ровом і валом із двома напівбастіонами з півдня.
У ніч з 17 на 18 серпня 1635 року запорізькі козаки під проводом гетьмана Івана Сулими оволоділи Кодацькою фортецею, Маріона було страчено, а фортеця — частково зруйнована.
1636 року польський сейм ухвалив рішення про відбудову Кодацької фортеці, однак через брак коштів будівництво завершилося лише у серпні 1639 року. Автором був німецький (шведський) інженер Фрідріх Ґеткант.
Нову фортецю було споруджено за всіма вимогами ново-голландської фортифікаційної системи. Тепер Кодак мав втричі більші розміри у порівнянні із першим. Ширина підошви валу становила 48 м, висота — 14 м, глибина рову сягала 22 м, ширина по дну — 20 м, у верхній частині — 32 м. Поблизу фортеці осів невеликий посад, що нараховував близько 60 будинків із базаром, також були побудовані католицький костел і монастир, православна церква, польська залога збільшена до 600 найманців. Вогневу міць посилили артилерією, а також встановили за 3 кілометри величезну сторожову вежу. Губернатором Кодака став шляхтич Ян Жолтовський, комендантом — Адам Конецпольський — небіж великого коронного гетьмана Станіслава Конєцпольського.

За даними Івана Крип'якевича, оглядаючи фортецю 1639 року, С. Конецпольський запитався в Богдана Хмельницького, що він думає про неї. Той відповів: 
|  | Збудоване руками можна руками зруйнувати. |

### Хмельниччина, гетьманський період
У період Хмельниччини, 1 жовтня 1648 р., після 4-х місячної облоги, Кодак був взятий за наказом Богдана Хмельницького (який за переказом влучно висловився на адресу цієї фортеці: «Manu facta manu distruo» («руками створене руками і руйнується»)) козацьким загоном під командуванням полковника Максима Нестеренка (за іншою версією — полковника Ніжинського полку Прокопа Шумейка) і перетворений на опорний пункт українського козацького війська.
Надалі Кодак перейшов під особисте гетьманське управління та використовувався як тилова база козацького війська із залогою у 400 чоловік. Близько 1656 року Кодак перейшов до володінь Запорозької Січі. У цей же час до нього переводиться із Межигірського монастиря похідна церква Св. Архістратига Михаїла, також поблизу з'являється артіль лоцманів.
Приблизно тоді ж Кодак згадується вже як місто: «…в місті Старий Кайдак замість пересувної, похідної, усердям запорізького козацтва влаштовано постійну непорушну дерев'яну церкву Архистратига Михаїла…», — говориться в одному з історичних нарисів.
Згодом Кодак став місцем збору російських та козацьких військ, а також тиловою базою під час російсько-турецьких воєн.
З 1707 року до весни 1708 року тут перебував козацький отаман Кіндрат Булавін з загоном донських козаків. Замість вимоги Івана Мазепи схопити отамана та привезти до Батурина, йому було дозволено Запорозькою Січею перебувати у Кодаці та приймати повстанців. Згодом Булавін перемістив свою ставку на лівобережжя Дзвонецького порогу, звідкіля він розсилав свої заклики до повстання проти Московського царства.
За гетьмана Івана Мазепи Кодак був сторожовим постом супроти Січі. У 1711 за умовами Прутського мирного договору разом з іншими фортецями на півдні України був зруйнований. Однак, жителі не покинули міста, продовжуючи жити біля руїн фортеці.
На початку XVIII століття Кодак частково відновлено, але в 1720-х татари захопили фортецю, спаливши місто і розігнавши мешканців. Відтоді Кодак вже ніколи не відроджувався як фортеця.

### У часи Нової Січі
У 1734-75 Кодак — козацька слобода Кодацької паланки. У 1760 році до Кодака переведено Старокодацьке духовне правління.
У кінці XVIII ст. Кодак перейменовано на село Старі Кодаки (тепер на південній околиці м. Дніпра), тут оселилося багато запорожців після зруйнування Нової Січі 1775 р.

### Подальші події
Залишки валів Кодака частково збереглися до наших днів, частково зруйновані кар'єрними роботами. Знищення фортеці кар'єром почалося 1938 року. До честі місцевої інтелігенції м. Дніпропетровська треба сказати, що вона подавала свій голос у пресі на захист фортеці у 1938, 1959, 1970 роках, але в умовах тоталітаризму голос цей було проігноровано. Так, обласна газета «Днепровская правда» писала 21 серпня 1938 року: «Директор кар'єроуправління тресту „Будкерамік“ повідомив, що днями вал фортеці з боку Дніпра буде повністю знесено, позаяк кар'єр здійснює тут видобуток граніту. Необхідно терміново провести розкопки або заборонити трестові зносити вал. Співробітники Дніпропетровського історичного музею досі чекають постанови облвиконкому про охорону древніх матеріальних цінностей. Після (попередньої) статті в „Днепровской правде“ вони виїхали в Старі Кодаки, оглянули фортецю і, обмежившись цим, почили на лаврах. Необхідно звернути серйозну увагу на охорону важливого історичного місця». (А. Зубков. Старые Кодаки //«Днепровская правда», 21 серпня 1938).
1910 року за ініціативою Дмитра Яворницького на місці фортеці встановлено пам'ятний знак. У 1938-му Д. Яворницький, хоча й був живий, але, на жаль, вже ніяк не міг вплинути на перебіг подій.
Громадськістю міста Дніпропетровськ (нині Дніпро) обговорювалося перейменування міста в Кодак. Наводилися дані про стародавність назви Кодак, або Кайдаки. Назва не була вигадана польськими загарбниками, але була взята ними вже існуюча назва степовиків, яка може сягати праукраїнського, кімерійського, скитського, половецького і княжого минулого України. Противники казали про неприпустимість «польської» назви, не враховуючи те що вона існувала до Речі Посполитої і наполягали на назві Січеслав. У підсумку місто було перейменовано на Дніпро.

### Проєкт реставрації
У 2013 році у Дніпрі заявили про те, що планують відтворити шедевр фортифікації 17 століття — Кодацьку фортецю, повідомляє Gorod.dp.
Про це заявив президент Союзу поляків Дніпропетровської області «Огніско» Антон Яновський. За його словами, вже готовий проект відтворення фортеці з майже 400-річною історією та активно ведеться пошук інвесторів. Він намагався надихнути ідеєю про її реставрацію місцеву громадськість і польську. У сусідній державі навіть були готові виділити кошти під відродження Кодака до Євро-2012. Але Дніпро втратив шанс на проведення футбольного чемпіонату континенту. Якщо знамениту фортецю вийде відтворити, Кодак може стати однією з туристичних перлин Дніпропетровщини.
Передбачається, що музейно-туристичний комплекс розміститься на 33 гектарах, з яких на власне фортецю приходитиметься майже 3 га. Саме вцілілі вали фортеці стануть смисловою домінантою комплексу, яка зв'язує воєдино всі інші елементи. Але навіть тим валам, що вціліли, у двадцятому столітті було завдано непоправної шкоди — половина території колишньої фортеці пішла під кар'єр.
Неможливість відновлення фортеці в колишньому обсязі дала проектувальникам поштовх до оригінального рішення. Там, де вали збереглися, вони будуть обстежені археологами, розчищені, відновлені разом з ровами. Передбачається, що на цих валах може бути фрагментарно відтворена дерев'яна частина фортеці з частоколом, підйомними мостами. А от частину, яка «пішла» разом з кар'єром, візуально замінить розташований на палях над водною поверхнею кар'єра комплекс музею. Його обриси в плані повторюватимуть втрачені контури фортеці з боку Дніпра. Разом з уцілілими валами приміщення музею створить інтерпретацію колишнього єдиного цілого простору. Таке рішення — це своєрідний компроміс між регенерацією фортеці та її частковим відновленням.

## Археологічні дослідження
Перші археологічні обстеження Кодацької фортеці проводилися Дмитром Яворницьким на початку XX століття. У роки радянської влади пам'ятка не досліджувалася і більше ніж на дві третини була знищена Кодацьким гранітним кар'єром. У 1990 році археологічною експедицією ДДУ під керівництвом проф. І. Ф. Ковальової (виконавці робіт — А. В. Андросов, С. Є. Мухопад, В. М. Шалобудов) було проведене шурфування збереженої території фортеці та її посаду, яке встановило наявність культурного шару козацької доби.
Наприкінці осені 2011 року археологами ДНУ імені Олеся Гончара було відновлено археологічні дослідження посаду фортеці Старого Кодака. За результатами шурфування довелося констатувати майже тотальне знищення культурного шару у безпосередній близкості до фортеці внаслідок неконтрольованої забудови прилеглих площ. У той же час було зроблене значне відкриття — знайдено залишки Свято-Архангело-Михайлівської церкви, знищеної у 1937 році.[1]

## Галерея

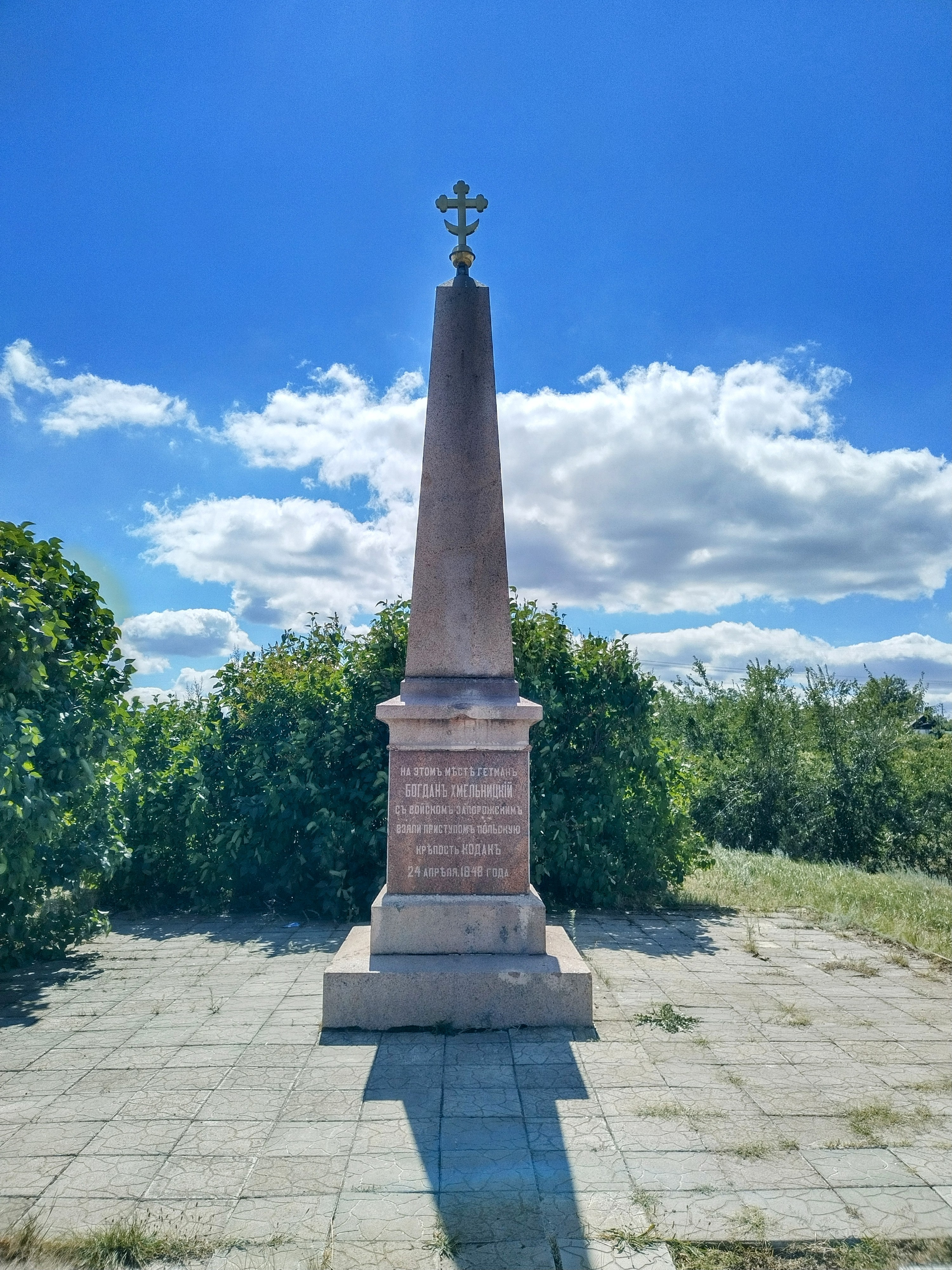
Пам'ятний знак
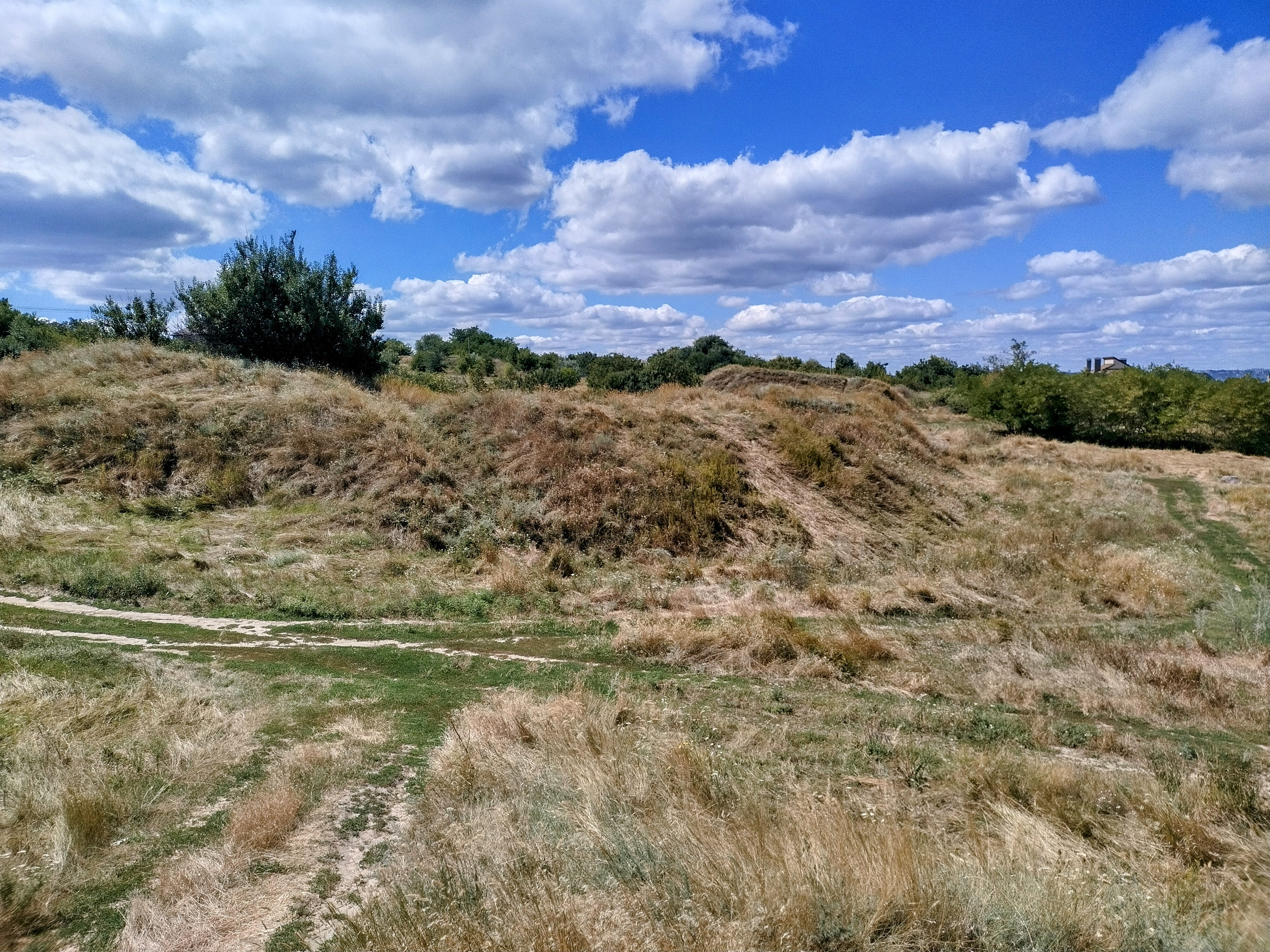
Земляні вали
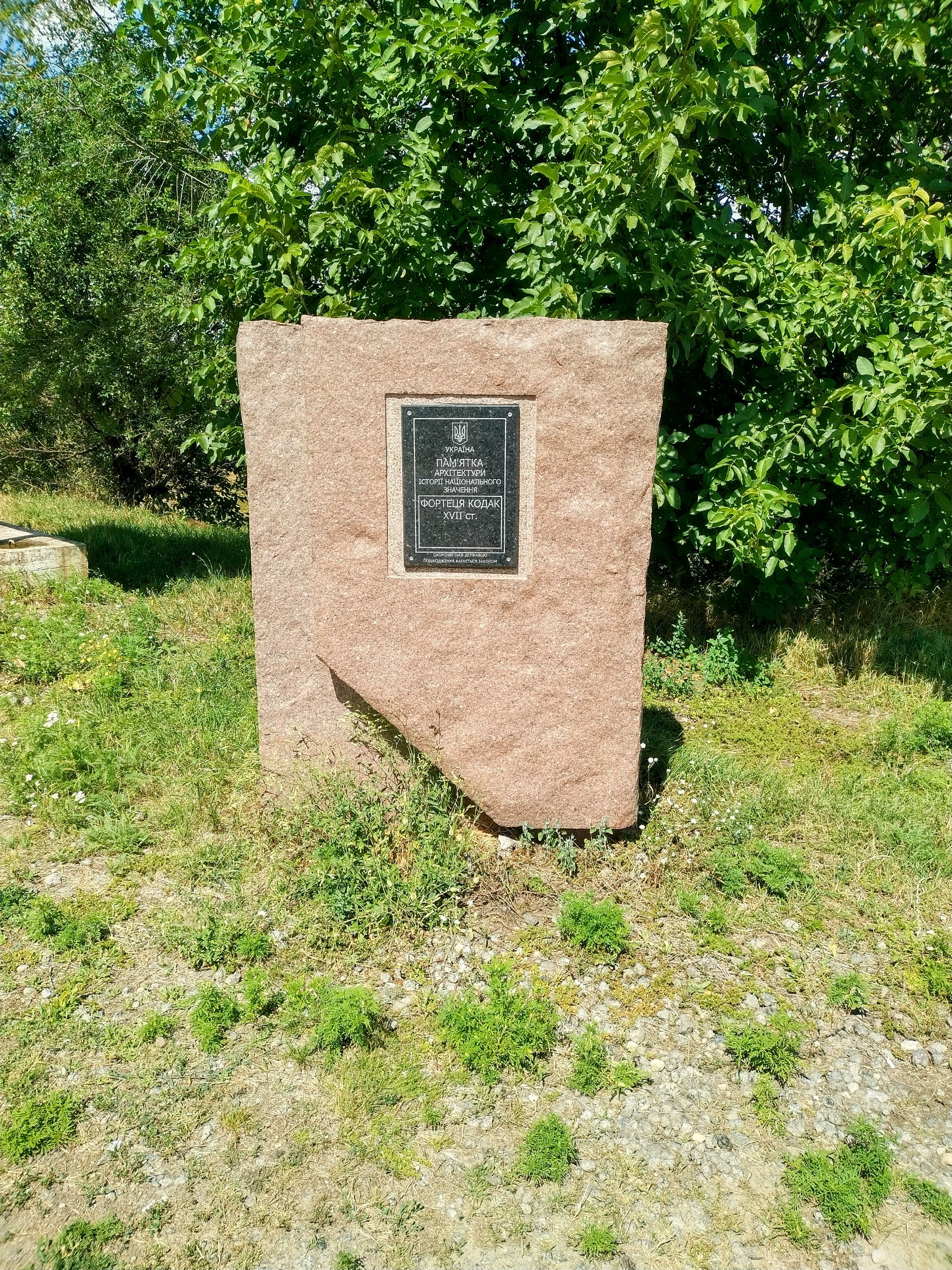
Охоронна дошка